# Kanton La Côte Salanquaise
La Côte Salanquaise (katalanisch La Costa Salanquesa) ist seit 2015 ein französischer Wahlkreis im Arrondissement Perpignan, im Département Pyrénées-Orientales und in der Region Okzitanien; sein Hauptort ist Saint-Laurent-de-la-Salanque.

## Gemeinden
Der Kanton besteht aus sechs Gemeinden mit insgesamt 39.089 Einwohnern (Stand: 1. Januar 2022) auf einer Gesamtfläche von 88,35 km²:
| Gemeinde                     | Einwohner 1. Januar 2022 | Fläche km² | Dichte Einw./km² | Code INSEE | Postleitzahl |
| ---------------------------- | ------------------------ | ---------- | ---------------- | ---------- | ------------ |
| Claira                       | 4.801                    | 19,34      | 248              | 66050      | 66530        |
| Le Barcarès                  | 6.203                    | 11,65      | 532              | 66017      | 66420        |
| Pia                          | 11.174                   | 13,18      | 848              | 66141      | 66380        |
| Saint-Hippolyte              | 3.177                    | 14,65      | 217              | 66176      | 66510        |
| Saint-Laurent-de-la-Salanque | 9.941                    | 12,39      | 802              | 66180      | 66250        |
| Torreilles                   | 3.793                    | 17,14      | 221              | 66212      | 66440        |
| Kanton La Côte Salanquaise   | 39.089                   | 88,35      | 442              | 6604       | –            |